# Kichai Indijanci
Kichai (Keechi, Kitsai) /od K'itsäsh, njihovo vlastito plemensko ime/, pleme američkih Indijanaca porodice Caddoan s gornjih voda Red Rivera u Louisiani i na jug do izvora Trinity Rivera u Teksasu. Njih prvi susreću Francuzi 1701. u Teksasu. Nešto kasnije, 1719. Jean Baptiste Bénard de La Harpe nalazi ih na Canadianu dok su išli da zarate s Apačima. Godine 1722. Kichai imaju glavno selo s 30 kuća i 80 ratnika locirano na mjestu buduće Palestine. Zajedno s još nekoliko manjih plemena 1855. smješteni su na Brazos Indian Reservation, odkle su 1858. otišli uOklahomu gdje se udružuju sda Wichitama, gdje im i danas žive potomci (Wichita and Affiliated Tribes). Od rane Kichai populacije, 500 (1690.), godine 1977. (prema SIL-u) ima ih 350, ali nitko od njih više ne zna govoriti jezikom kichai. Posljednja žena koja je govorila ovaj jezik bila je Kai Kai iz Oklahome uz čiju je pomoć Alexander Lesser proveo istraživanje jezika i napisao povijest plemena po njezinom diktatu.

## Vanjske poveznice
- Keechi  Arhivirana inačica izvorne stranice od 10. ožujka 2008. (Wayback Machine)
- Kichai Indian History
- Last of the Kitsai  Arhivirana inačica izvorne stranice od 13. kolovoza 2013. (Wayback Machine)